# 坂头登贤桥
坂头登贤桥，是位于中国福建省宁德市周宁县狮城镇坂头村的一个清代古建筑，2016年入选周宁县第四批文物保护单位。
坂头登贤桥架于东洋溪上游，建于清朝嘉庆十八年（1813年），光绪年间因洪水冲垮重修两次，桥梁8墩9孔，南北走向，桥宽1.3米、长33米、高2.3米，桥面由35根宽0.33米、厚0.19米、长3.7米的条石架铺而成，横梁1.3米长石条18根，入水16根。桥西面道路旁立有石碑三通，一通记录建桥当年集资建造的情况，另两通记录光绪年间重修集资的情况。